# Les Compagnons de la pomponette
Pour plus de détails, voir Fiche technique et Distribution.
Les Compagnons de la pomponnette est un film français de Jean-Pierre Mocky sorti en 2015.

## Synopsis
Pris en flagrant délit pendant qu'ils faisaient l'amour, le jeune vicaire Victor et Sœur Marie Ernestine sont défroqués par le prélat, le cardinal Trouduc. Désormais libérés de leur fonction, ils cherchent du travail et trouvent un logement, un pavillon modeste qu'il loue à M. Pixic. En face de leur pavillon, ils vont surprendre deux couples, les Mouton et les Renard, qui pratiquent l'échangisme en toute simplicité, entre bons voisins, autour d'un barbecue. Pour lutter contre les crimes passionnels liés aux adultères, Victor et Marie Ernestine prônent le libre-échange consenti en invitant leurs membres, les couples fatigués par leur routine, à porter une pomponette à la boutonnière pour se reconnaitre. Rejoints par les Mouton et les Renard, le succès de cet échangisme décomplexé est un succès immédiat qui ne tarde pas à éveiller les soupçons de la brigade des mœurs…  

## Fiche technique
- Réalisation : Jean-Pierre Mocky
- Scénario : Jean-Pierre Mocky
- Chef opérateur : Jean-Paul Sergent
- Décors : Arnaud Chaffard
- Costumes : Audrey Ursule
- Ingénieur son : Francis Bonfanti
- Musique : Vladimir Cosma
- Sociétés de production : Mocky Delicious products, Cabral Films
- Langue : français
- Genre : comédie
- Durée : 84 minutes (2298 mètres)[1]
- Format : Couleurs
- Date de sortie : France : 17 juin 2015

## Distribution
- Arthur Defays : Victor
- Prescillia Andreani : Marie-Ernestine
- Jean-Pierre Mocky : l'ange Léonard
- Laurent Biras : Casimir
- Benoit de Gauléjac : Monsieur Mouton
- Alain Bouzigues : professeur Rustein
- Christian Chauvaud : Monsieur Renard
- Françoise Michaud : la barone
- Emmanuel Nakach : Le baron
- Jean Abeillé
- Mickael Caeyman : Geoffroy
- Noël Simsolo
- Hervé Rey: Dominicain
- Christophe Bier : le peintre sur préservatifs